# Xie Peiling
Xie Peiling (谢佩玲S; 30 gennaio 2010) è una tuffatrice cinese.

## Biografia
Ai mondiali di Singapore del 2025 ha conquistato un oro nel sincro misto 10 metri e un bronzo nella gara individuale dalla piattaforma.

## Palmarès
- Mondiali

Singapore 2025: oro nel sincro misto 10m, bronzo nella piattaforma 10m.